# عصام شرف
عصام شرف (عصام عبد العزیز شرف؛ زادهٔ الجیزه مصر سال ۱۹۵۲. و اصالتاً از مشیرف از توابع الباجور) وی استاد مهندس راه مصری نخست‌وزیر مصر از ۳ مارس تا ۲۲ نوامبر ۲۰۱۱ است. وی نخست‌وزیری را پس از اینکه شورای عالی نیروهای مسلح مصر وی را مکلف به تشکیل کابینه کرد عهده‌دار شد و جای احمد شفیق که در تاریخ ۳ مارس ۲۰۱۱ استعفا داده بود را گرفت. عصام شرف منصب وزیر راه و ترابری را در کابینهٔ احمد نظیف را از ژوئیه ۲۰۰۴ بر عهده گرفت و در دسامبر ۲۰۰۵ از این منصب کناره‌گیر کرد.